# Храм Святого Николая (Даллас)
Храм Святого Николая — церковь Русской православной церкви за рубежом в городе Даллас (штат Техас, США). 
Община храма была основана в середине XX века православными эмигрантами из России, которые и составляли основную массу прихожан. Позже в связи с оттоком русскоязычной эмиграции из Далласа храм пустовал до середины 1990-х годов.
Основную часть прихожан составляют православные выходцы из республик бывшего СССР, Греции, а также Германии, Румынии и других стран.
Храм принадлежит Чикагско-Детройтской епархии Русской Православной Церкви за рубежом. Настоятель — отец Серафим Холланд (женат; супруга — матушка Марина Холланд). Службы проводятся каждую субботу и воскресенье. Языки богослужений — английский и церковнославянский.